# Curvas de Kruithof

Las curvaa de Kruithof, con un ejemplo de fuente de luz; D65 (luz de día en el norte de Europa), dentro de la zona de agrado.

En una gráfica que relaciona los niveles de iluminancia y la temperatura de color, las curvas de Kruithof delimitan una zona en la que la combinación de ambos parámetros se considera normalmente como agradable al observador. El físico holandés Arie Andries Kruithof determinó las curvas a partir de datos psicofísicos, aunque los datos experimentales no se representan en las propias curvas. Las condiciones de iluminación en la zona delimitada por las curvas se consideran, de modo empírico, como agradables y cómodas y, por el contrario, las que están fuera de ellas se consideran incómodas, desagradables o no naturales. Las curvas de Kruithof es un modelo adecuado para describir las fuentes de luz que se consideran naturales o están cerca de representar un cuerpo negro, ajustado a la Ley de Planck.
Por ejemplo, la luz diurna tiene una temperatura de color de 6500 K y una iluminancia de entre 104 y 105 lux. Esta relación temperatura de color e iluminancia da como resultado un buen rendimiento de color, pero si la iluminancia fuera menor, daría una apariencia azulada. En la iluminación normal de una oficina, los niveles de iluminancia suelen estar alrededor de 400 lux, y las temperaturas de color agradables son menores (entre 3000 y 6000 K), y en una vivienda los niveles típicos suelen estar alrededor de 75 lux, por lo tanto la temperatura de color agradable sería menor (entre 2400 y 2700 K). Estas relaciones entre temperatura de color e iluminancia se obtienen a menudo con lámparas fluorescentes o incandescentes, respectivamente. Es de tener en cuenta que la zona de iluminación cómoda de la gráfica contiene temperaturas de color e iluminancias comparables a los de la iluminación natural.

## Historia
Cuando empezaron a usarse lámparas fluorescentes en 1941, Kruithof empezó a investigar para proporcionar una guía técnica destinada al diseño de la iluminación artificial. Usando lámparas fluorescentes de descarga, Kruithof fue capaz de manipular los colores de la luz emitida y preguntó a un grupo de usuarios para determinar si la luz era agradable o no. El trazado de las curvas resultantes determinan tres zonas principales; la intermedia corresponde a las fuentes de luz consideradas agradables, la zona inferior corresponde a los colores considerados como fríos y sombríos y la zona superior a los considerados calientes y que da colores no naturales. Estas zonas, aproximadamente, todavía se usan para determinar la configuración apropiada para viviendas y oficinas.

## Percepción y adaptación

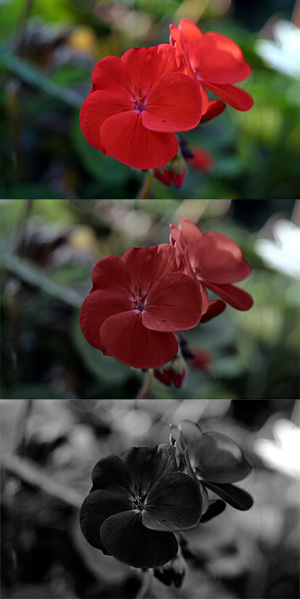
Aparencia simulada de flores de geranio encarnado y sus hojas con iluminación normal diurna (visión fotópica), crepuscular (visión mesópica) y nocturna (visión escotópica).

Las investigaciones de Kruithof están relacionadas directamente con la adaptación del ojo humano a los cambios en la iluminación. Conforme decrece la iluminación, la sensibilidad a la luz azul, crece. Esto se conoce como efecto Purkinje. El sistema de visión humano cambia de la visión fotópica (usando los conos) a la visión escotópica (usando los bastoncillos) cuando los niveles de la iluminancia decrecen. Los bastoncillos tienen una alta sensibilidad a la radiación azul, mientras que los conos tienen sensibilidad a los rojos, verdes y azules. Dado que las células fotorreceptoras de la visión escotópica son más sensibles al azul, la sensibilidad humana a la luz azul aumenta. Por ello las fuentes de alta temperatura de color (azuladas) generalmente se consideran desagradables con luminancias bajas y hay solo un estrecho margen de fuentes agradables. Así, el campo de fuentes agradables aumenta en la visión fotópica cuando los niveles de luminancia crecen.

## Uso
Las curvas de Kruithof se utilizan para diseñar la iluminación artificial en los locales de oficinas y de viviendas, con la condición general de usar fuentes de temperatura de color baja con bajas iluminancias. Por ejemplo, a esto se debe que las lámparas fluorescentes (con unas temperaturas de color entre 3000 y 6000 K) se usen habitualmente con altas iluminancias, por encima de 500 lx. La luz de las fluorescentes pueden considerarse preferible en locales de trabajo porque los empleados pueden ser capaces de enfocar sus esfuerzos en su tares mejor que sintiéndose incómodos bajo una iluminación desagradable. En las viviendas, se prefieren las fuentes de luz con menos iluminancia y temperaturas de color más bajas, que se consideran más placenteras y agradables.

## Investigaciones posteriores
Las curvas de Kruithof, tal como se han descrito, no tienen datos experimentales y sirven como aproximación a las condiciones deseables de iluminación. Por eso su exactitud científica se ha replanteado.
La representación de los índices de color es una medida para describir la apariencia de una fuente sin importar si se considera agradable. El índice representa la capacidad de una fuente dada para reproducir fielmente los colores de los objetos. Las fuentes de luz artificial antiguas, como las velas o las lámparas incandescentes tienen espectros electromagnéticos que reproducen muy aproximadamente los del cuerpo negro; se parecen mucho a las fuentes de luz naturales. Muchas lámparas fluorescentes modernas y muchas lámparas LED tienen espectros que no se parecen a los del cuerpo negro y se consideran no naturales. Por eso, el modo en que se perciben los colores en el entorno también puede tenerse por no natural. Aunque estas fuentes nuevas pueden conseguir unas relaciones entre las temperaturas de color y los niveles de iluminancia que estén dentro de la zona de comodidad de las curvas de Kruithof, la variación de la representación del color puede resultar, al cabo, desagradable.
Según la actividad o el ambiente, puede haber diferentes pares de relaciones entre temperatura de color e iluminancia: las fuentes de luz preferidas cambian dependiendo del ambiente que ilumina la fuente. Los usuarios prefieren pares de valores de temperatura de color e iluminancia dentro de la zona cómoda para comer, reunirse y estudiar, pero también prefieren pares de valores de temperatura de color e iluminancia en la zona baja (incómoda) de la gráfica para las actividades nocturnas y prepararse para dormir. Esto está relacionado con el efecto Purkinje; los usuarios que quieren algo de luz por la noche quieren temperaturas de color bajas aunque los niveles de iluminación sen muy bajos.
Los resultados de Kruithof pueden variar también en función de la cultura o de la localización geográfica. Las fuentes preferidas están fundadas en las experiencias personales previas de percepción del color y, como las diferentes regiones del mundo pueden tener sus normas de iluminación propias, cada cultura puede tener sus propias fuentes de luz aceptables.
La iluminancia de una fuente es el factor decisivo para decidir si una fuente es agradable o no, si los sujetos que participan en el experimento evalúan una relación entre temperatura de color y nivel de iluminancia, ya que sus impresiones quedan generalmente intactas cuando la correlación de temperaturas de color cambian. Además, hay una relación en la relación entre la temperatura de color y el brillo aparente de la fuente. De estas investigaciones resulta evidente que el índice de rendimiento de color en vez de la relación de temperatura de color puede ser una medida más indicada para determinar si una fuente es considerada o no agradable.